# Cordilura praeusta
Cordilura praeusta är en tvåvingeart som beskrevs av Friedrich Hermann Loew 1864. Cordilura praeusta ingår i släktet Cordilura och familjen kolvflugor. Inga underarter finns listade i Catalogue of Life.